# Михаило Кабужић
Михаило Кабужић (1380-тих - после 1421) је био босански дипломата, пореклом из Дубровника. Обављао је функцију протовестијара у служби Хрвоја Вукчића Хрватинића, као и функције кнеза Корчуле, Хвара, Брача и Омиша и кастелана Бистрице. Након Хрвојеве смрти, налазио се у служби босанских краљева Остоје Котроманића и његовог сина Стефана Остојића. У историји је остао упамћен највише по томе што се налазио на челу Хрвојевог посланства које је у Једрену 1414. године издејствовало поход турских трупа на Босну.

## Породица
Рођен је највероватније 1380-тих година у Дубровнику. Отац му је био Марин Кабужић, који се у изворима помиње од 1382. до 1397. године. Мајка му је била Маринова прва супруга Первула (помиње се такође у истом периоду), ћерка Марина Јунија Менчетића. Марин Кабужић се бавио трговином, а био је задужен за снабдевање Дубровника намирницама. Такође је био factor Ragusinus у Венецији 1390-тих година. Помиње га босански краљ Стефан Дабиша у писму Млечанима из 1394. године. Пд 1397. године пет пута је биран за кнеза. Преговарао је са краљем Остојом Котроманићем током рата из 1403-1404. године, а посредовао је у име Павла Раденовића у трговини оловом 1409. године. Сарађивао је са Браилом Тезаловићем, протовестијаром Павла Раденовића. Марин се након смрти Первуле поново оженио, ћерком Николе Кабужића (рођака) и удовицом Лампрета Цријевића, и добио још два сина. Михаилов деда по мајци, Марин Јунија Менчетић, био је познати бродовласник и трговац сољу. Са његовим синовима, Марин је имао трговачко друштво. Михаилова сестра Франческа удала се 1405. године за Ивана Лампрета Цријевића, а Ана (умрла 1458) за Павла Џиву Гундулића 1402. године.

## Детињство и младост
Михаило се по први пут у изворној грађи среће крајем 14. века, тачније 1399. године. На основу података о његовој породици и родитељима, може се претпоставити да је тада имао барем 15 година. Следећи пут га у изворима срећемо 1407. године, а његов живот у периоду између 1399. и 1407. године није познат. Зна се да је 1399. године приликом поделе Сланског приморја међу дубровачком властелом, Михаило је добио свој део земље који се налазио у области Имотице, у десетини Николе Менчетића. Тамо су поседе добили и остали чланови породице Кабужић. Септембра 1407. године помиње се као капетан дубровачке ноћне страже. Била је то једина функција Михаила Кабужића са којом је посведочен у Дубровнику. Кабужић је као капетан ноћне страже одбио да изврши упад у кућу осумњиченог за досађивање некон жени јер, по његовим речима "Дубровник није "Склавонија", већ земља разума, те се без разлога не могу предузимати такве противправне мере".
Није познато у које време је Михаило ступио у службу херцега Хрвоја Вукчића Хрватинића. Отац му је умро 1409. или следеће године, а Михаило је свакако ступио у Хрвојеву службу после тога. Михаило је Јакову Бунићу дуговао 480 либара сребра, те је можда због великог дуга напустио Дубровачку републику (крајем 1410. године). Очеве послове свакако није наследио, јер се помињу дугови Марина Кабужића Павлу Раденовићу, приликом чега нема ни помена о Михаилу.

## У служби Хрвоја Вукчића Хрватинића

### Кнез Брача, Хвара, Корчуле и Омиша
Михаило се у Хрвојевој служби први пут у документима јавља 13. августа 1411. године, као викар, можда и кнез Омиша. Забуна проистиче из проблематичне реченичне структуре италијанског извора из кога је несигурно да ли је био "викар херцега и кнез Омиша" или "викар херцега и кнеза Омиша". Вероватније је да је био кнез Омиша, јер се на тој дужности марта 1411. године још увек налазио Цвитко Толихнић са којим се Кабужић августа 1411. године судио поводом неких Брачана и Хварана. У документима се од октобра 1411. до марта 1413. године јавља као кнез Корчуле. То потврђује став да је још 1405. године Хрвоје у средњој Далмацији формирао управну област којој је било придружено и Макарско приморје, Пољица и Сплит. Тако је Михаило Кабужић од 1411. до 1413. године обављао функцију кнеза Корчуле, Брача, Хвара (са Висом) и Омиша. На сваком од делова своје области Михаило је имао по представника (вукара). На Корчули га је заступао Francesco de Petrachis који га је 1413. године наследио на челу острва. Помиње се у парницама са локалним племством.

### Протовестијар
Михаило Кабужић је постао протовестијар (највиши финансијски службеник) херцега Хрвоја у периоду између августа 1411. и јануара 1412. године. Први пут се као такав среће у документу од 11. јануара 1412. године, када је сплитски поткнез Гојчин издао захтев да се Цвитко Толихнић и Михаило Кабужић прогласе за грађане Сплита и да буду кооптирани у градско веће. Као протовестијара га више пута срећемо у сплитским документима. Као такав се, међутим, среће само у приморским областима, те се не зна да ли је обављао функцију протовестијара у читавој Хрвојевој држави. Хрвоје је Михаилу почетком 1412. године ставио на располагање своју кућу у Дубровнику. Њу је од Републике добио 1399. године као награду за посредовање у преговорима око уступања Сланског приморја. Дубровчани су протестовали против овакве Хрвојеве одлуке. Како се не би уплитао у судске процесе, Хрвоје је одлучио да своју кућу поклони супрузи Јелени Нелипчић (2. априла 1412. године). Дубровачке власти забраниле су Михаилу да преузме даровне поседе Хрвоја. И касније су се водили спорови између Дубровника са једне и Михаила и Јелене са друге стране, поводом овог питања. Од марта 1413. године Михаило се не помиње као Хрвојев званичник у приморју. И даље је, међутим, носио функцију протовестијара. Сплит се у то време одметнуо од Хрвоја, те су убрзо њиме овладали Дубровчани. Могуће да је Михаило тада обављао функцију дипломате.

### Кабужић на турском двору
Михаило Кабужић је остао упамћен највише по улози коју му је почетком 1414. године доделио Хрвоје Вукчић. Његово посланство у Једрену забележио је хроничар Јуније Растић. Било је то време завршетка грађанског рата у Османском царству, када се Мехмед I спремао да зада последњи ударац своме брату. Ипак, иако се спремао за битку (која ће се водити код села Чаморлу, а у којој ће, између осталих учествовати и будући српски деспот Ђурађ Бранковић и Сандаљ Хранић), Мехмед I је одлучио да се одазове Хрвојевим молбама. Послао је наређење скопском крајишнику да пошаље велики одред Турака на Босну и Далмацију. Био је то један од првих продора Турака у Босну после дугог времена. Многи документи га помињу, а Дубровчани су једним од најодговорнијих сматрали управо Михаила Кабужића, свог властелина. Павле Раденовић жалио се Дубровчанима на његово учествовање у преговорима.
Дубровник је 25. јуна 1414. године већао о улози Михаила Кабужића и Марина Стјепанића, у преговорима са Турцима. Послато им је наређење да се одмах појаве у Дубровнику како би оправдали своје акције. Михаило се вероватно није одазвао позиву. Он се тада већ није сматрао Дубровчанином. Детаљи Михаиловог боравка у Једрену нису познати.

## Кастелан Бистрице
Читава следећа 1415. година не носи податке о Михаилу Кабужићу. Следећи пут га срећемо у изворима априла 1416. године као кастелана Бистрице у жупи Ливно у време када Хрвоје већ није био жив. Неки Билослав и Остоја помињу се као Хрвојеви кастелани Омиша 1415/1416. године. Након Хрвојеве смрти напуштају град и одлазе за Босну где се Билослав среће са Кабужићем у Бистрици. Коју је функцију Кабужић у Бистрици тада носио, није познато. Свакако није био само заповедник тврђаве. Очигледно је да је имао широка овлашћења на некадашњим Хрвојевим поседима. Могуће да је управо од био надређени кнезовима омишким и да им је наредио да се повуку из града априла 1416. године. Постоји претпоставка да је деловао у име Јелене Нелипчић, која је преузела Омиш након мужевљеве смрти и напослетку га поклонила брату Иванишу Нелипчићу.
Изгледа да је Кабужић одустао од подршке Јелени и Балши, његовом сину, и да се приближио краљу Остоји. Босански краљ настојао је да наговори Јелену да се уда за њега. Остоја је сматрао Омиш својим поседом још од 1403. године, мада га је Хрвоје освојио већ 1401. године. Јелена га је поклонила брату, шта је Остоја у почетку прихватио, али је већ почетком 1420-тих година обновио своје захтеве над градом. Могуће је да је Кабужић и био неко време у служби Јелене, те да се од ње одвојио нешто касније. О Кабужићевом деловању на двору Остоје ништа се не зна. Не помиње се ни са каквом функцијом, камоли да функцијом протовестијара. Не помиње се ни у списковима сведока и дворана у повељама. Титулу није носио чак ни под Стефаном Остојићем, односно барем се са њом не помиње. Ипак, познато је да је био важан Остојићев саветник.

## У служби Стефана Остојића
Утицај Кабужића на младог Стефана Остојића, који на власт долази након очеве смрти на јесен 1418. године, посведочен је из више извора. За то може постојати више разлога. Можда му је био тутор у периоду од 1416. до 1418. године, а можда се краљу свидео због непријатељства према Јелени, што се види из његове одлуке да своју мајку, бившу краљицу Кујаву, отерану Остојину жену, постави за савладара, а да Јелену баци у тамницу, Михаило се убрзо поново јавља у дубровачким изворима (од почетка 1419. године) и то поново у неповољном светлу. Разлог је био следећи: Постојао је обичај да се приликом доласка на власт српских, па и босанских владара, изнова потврђују дубровачке повластице новим повељама. Са тим циљем су на двор новог босанског краља стигли поклисари Никола Ђурђевић и Марин Гундулић. Детаље Кабужићевог деловања на двору сазнајемо из записника са суђења Кабужићу у дубровнику објављеном априла исте године. Амбасадори су тврдили да је Михаило више пута инсистирао да старе повеље нису ваљане и да су противне краљевим интересима, будући да у Сланском приморју има 36 села од којих краљ нема никакве користи. Михаило је истицао да Стефан Остојић потражује све Хрвојеве поседе, па и оне које је Хрвоје добио од Дубровника 1399. године. Увек је код поклисара долазио љутит ас још неким властелинима из краљевог окружења.
Дубровчани су одбацивали те захтеве тврдећи да је још краљ Остоја даровао Дубровчанима Сланско приморје, а да Хрвојеви поседи требају припасти његовим наследницима. Михаило је одлучно устао против идеје да се Хрвојеви поседи доделе Јелени. Вероватно је тада Јелена бачена у тамницу по наређењу босанског краља и Кујаве, његове мајке. Кабужић је вероватно имао великог удела у доношењу такве одлуке. Чак су и босански властелини подржавали Дубровчане да истрају у одлуци јер „...тај ваш ђаво Кабужић непријатељ свих и тај који...толико ради против вас и против своје домовине“. По Михаиловом одласку, Стефан Остојић је постао упадљиво љубазнији према дубровачким посланицима. Ипак, босански краљ је по Кабужићевом предлогу, потраживао Хрвојева добра у Дубровнику, али их није добио. Дана 5. марта издао је повељу Дубровчанима.
Услед Кабужићевог деловања против дубровачких интереса, власти Републике покренуле су априла месеца судски процес против Михаила. Већ тада га нису сматрали својим властелином. О томе сведочи прецртано "ser" у записницима испред његовог имена. Кабужић је, по извештају посланика Петра Бунића, који је информације добио од Павла Радивојевића, наговарао босанског краља да нападне Стон и Пељешац уколико се томе не би противили султан Мехмед и Жигмунд Луксембуршки, краљ Угарске. Михаило Кабужић је босанског краља погрешно извештавао да је стонски зид слаб и низак и да га коњаник може прескочити. Такође, говорио је да Стонски рат може заузети свега 500 људи. Павле Радивојевић је, према сопственим речима, наговарао босанског краља да не прихвата Кабужићеве предлоге, али је бивши дубровачки властелин имао већег утицаја од свих домаћих барона.

### Преговори о уступању Конавла Дубровчанима
Извештај Бунића послужио је за суђење Кабужићу у одсуству. Процес је вођен 22. априла 1419. године. У записнику нема никакве пресуде. У одлукама Већа умољених нашао се предлог да се Михаило осуди на смрт. О томе на суђењу није донета одлука. Тада је приоритет дубровника било преговарање са Сандаљем Хранићем о уступању дела Конавла. О преговорима постоје бројни подаци. Договор је брзо склопљен и продају је само требало да потврди босански краљ Стефан. Он тада није био у добрим односима са Косачама, те су Дубровчани приморани да му пошаљу ново посланство. Да би утицао на краља, Дубровчани су слали поклоне војводи Петру Павловићу, сину Павла Раденовића. Краљев посланик у преговорима са Дубровником био је управо Михаило Кабужић, те је вероватно због тога доношење пресуде одлагано. Велико веће је 7. новембра дало дозволу Михаилу за безбедан пролаз. Михаило се 16. новембра поново нашао после дугог времена у родном граду.
Већ 8. новембра Михаило је, заједно са кнезом Алексом Паштровићем, такође Стефановим изаслаником, добио новац од дубровачки власти. Преговори су окончани успешно 21. новембра. Михаило је од Дубровника чак добио награду од 30 перпера. Алекса и логотет Радослав такође су награђени. Стефан је 4. децембра 1419. године издао повељу којом је потврдио продају дела Конавла, те је за то добио годишњи доходак од 500 перпера.

## Нестанак Михаила Кабужића са политичке сцене
Почетком следеће, 1420. године, поново је избио сукоб Павловића и Косача. У њега се мешају и Турци које је позвао војвода Сандаљ Хранић Косача. Дубровчани су покушавали да посредују у склапању мира, али им није пошло за руком. Војвода Петар Павловић погинуо је у борбама са Турцима. Фебруара 1420. године, у јеку борби, донета је одлука да се Кабужићу забрани приступ у Дубровачку републику и да се осуди као одметник. Изгледа да је био оптужен за сарадњу са Турцима. Властела постепено напушта Стефана и прилази турском кандидату за босанског краља, Твртку II Твртковићу, који је од својих савезника имао и војну помоћ. Већ на лето 1420. године Твртко је од стране Дубровчана сматран за новог босанског краља. Кабужићу се, са Стефановим свргавањем, губи траг у историјским изворима. Вероватно није преживео његов пад почетком 1422. године. Сачуван је Михаилов тестамент из 1428. године, заведен од стране дубровачких органа, који представља мистерију у проучавању живота овог дипломате.

## Потомство
Михаило Кабужић је био ожењен. Име његове жене није познато, нити је познато њено порекло. Имали су ћерку Первулу. Она се 1430. године удала за властелина Владислава Гучетића са којим је имала три ћерке. Умрла је 1453. године.